# Luna de Oliveira
Humberto de Luna da Costa Freire e Oliveira (Lisboa, 19 de maio de 1888 — Lisboa, 28 de novembro de 1951) foi um oficial de Cavalaria do Exército Português, onde atingiu o posto de coronel, que se destacou como jornalista, historiador, escritor e dramaturgo, assinando a sua obra como Luna de Oliveira. Foi redactor do jornal O Século e colaborou no Diário de Notícias e na revista humorística A Sátira.

## Biografia
Nasceu em São Sebastião da Pedreira, Lisboa, filho de Augusto da Costa Freire e Oliveira e Ema de Luna. Foi bisneto da escritora Antónia Gertrudes Pusich. Iniciou a sua carreira militar assentando praça em 1906, sendo promovido ao posto de alferes em 1911. No posto de tenente-coronel foi em 1941 nomeado comandante do Regimento de Cavalaria n.º 7. Atingiu o posto de coronel em 1946, passando à reserva no ano seguinte.
Adepto do republicanismo, iniciou a sua colaboração nos jornais como propagandista republicano. Tomou parte na propaganda republicana no norte do país (1910-1911), recusando-se, no entanto, a apoiar qualquer partido. Foi apoiante de Sidónio Pais e aderiu ao golpe de 28 de maio de 1926. Foi chefe de gabinete do Presidente do Ministério José Vicente de Freitas de maio de 1928 a julho de 1929. A sua atividade política levou-o a ser preso várias vezes.
Nas letras, estreou-se com o livro Sonetos, em 1915, com prefácio de Gomes Leal.  Dedicou-se depois ao estudos de figuras históricas, publicando obras como O Infante Santo e Viriato. Da sua obra se salientam Poemetos (1918), Horas Inquietas (1934), e as peças teatrais Rato de Hotel, Prima Inglesa, Moreninha e Amor de Pajem.
Entre as suas obras históricas destaca-se Timor na história de Portugal, em três volumes publicados pela Agência Geral das Colónias em 1949-1952. Obra importante para o estudo da história de Timor Leste, considerada a primeira tentativa de escrever uma história geral daquele território. A qualidade da obra justificou a sua reedição em 2004, com materiais inéditos.
Escreveu ainda para teatro, tendo algumas das suas peças sido representadas no Teatro Nacional D. Maria II (1923) e no Teatro da Trindade (1925). No campo teatral foi autor versátil, escreveu dramas históricos (Viriato, 3 actos, 1923; Infante Santo, 5 actos em verso, 1928), comédias dramáticas (A Intrusa, 4 actos, 1925), farsas (O Tigre de Bengala, em colaboração com Acúrcio Pereira, 1929; Faustino Limitada, em colaboração com Mário Marques, 1940; A Ama Seca, com Nelson de Barros, 1941), dramas de tema político (A Embaixatriz dos Sovietes, com Acúrcio Pereira, que a censura proibiu em 1933; África, 1951), operetas (A Moreninha, 1921; A Prima Inglesa, 1923; Rato de Hotel, 1925; Flôr de Liz, 1932) e revistas (Cabaz de Morangos, 1926; Viva o Jazz!, 1931; Cantiga Nova, 1933). Publicou em 1927 o episódio dramático Os Dois Amores, que em 1948 foi representado no Estúdio do Salitre. Ainda com Mário Marques, escreveu a comédia em 3 actos A Senhora Doutora, que ficou inédita.
Foi condecorado com o grau de oficial da Ordem Militar de Santiago da Espada em 28 de maio de 1929. É recordado na toponímia da cidade de Lisboa, onde na freguesia da Penha de França existe a Rua Coronel Luna de Oliveira.